# Zoraya
Zoraya es un ballet en 4 actos, con 7 escenas, con coreografía de Marius Petipa y música de Ludwig Minkus. El ballet fue presentado por primera vez por el Ballet Imperial el 13 de febrero de 1881 en el Teatro Bolshói Kámenny en San Petersburgo, Rusia.

## Argumento
Solimon, el hijo adoptivo del califa Abderraman, está enamorado de Zoraya, la hija del califa. Ella tambiéne stá enamorada de él pero ha sido prometida por su padre a Tamarat, el líder de una tribu africana. Durante la procesión ceremonial, Solimon trata de detener el carro que lleva a Tamarat y Zoraya lanzándose a las ruedas, pero su tutor le salva la vida. En el sopor de la recuperación del accidente, Solimon ve a su amada Zoraya convertida en una hurí del paraíso; en realidad es ella que ha venido en secreto a visitarlo. Ella oye pasos y se esconde, y escucha a Tamarat convenciendo a algunos hombres para que maten a Solimon. Como se niegan, Tamarat decide hacerlo él mismo, pero la aparición de Zoraya lo detiene. El Califa, al enterarse de todo se indigna y destierra a Tamarat y da su consentimiento para que Zoraya y Solimon se casen.